# Faith Esham
Faith Esham (Portsmouth (Ohio), 6 agosto 1948) è un soprano statunitense.

## Biografia
Cresciuta nella Contea di Lewis ha studiato psicologia a Takoma Park conseguendo il Master's degree a Richmond prima di studiare alla Juilliard School.
Nel 1976 debutta in Cavalleria rusticana al San Francisco Opera.
Dal 2000 insegna canto a Princeton.

## Discografia
- Bizet: Carmen - Choeurs et Maîtrise de Radio France/Faith Esham/Julia Migenes/Lorin Maazel/Orchestre national de France/Plácido Domingo/Ruggero Raimondi, 1984 Erato
- Villa-Lobos: Magdalena - Jerry Hadley, 1989 Sony

### Filmografia
- Carmen (film 1984) - Grammy Award for Best Opera Recording 1985